# Réserve naturelle régionale de Pantegnies
La réserve naturelle régionale de Pantegnies (RNR263) est une réserve naturelle régionale située dans le département du Nord, en région Hauts-de-France. Classée en 2013, elle occupe une surface de 37 hectares.

## Localisation

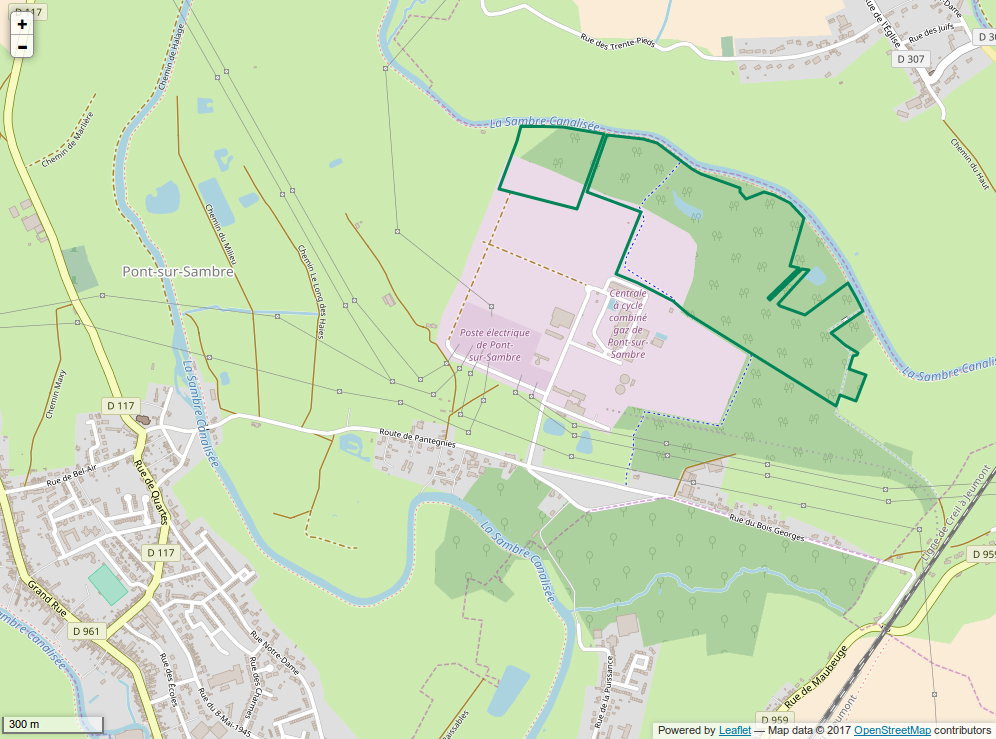
Périmètre de la réserve naturelle.

Le territoire de la réserve naturelle est dans le département du Nord, sur la commune de Pont-sur-Sambre.

## Administration, plan de gestion, règlement

### Outils et statut juridique
La réserve naturelle a été créée par une délibération du 31 mai 2013.